# Dobra Voda (Čaglin)
Dobra Voda je malá vesnice v severním Chorvatsku v Požežsko-slavonské župě u východní hranice s Osijecko-baranjskou župou. Je součásti opčiny Čaglin. Jako osídlené místo se uvádí poprvé v roce 1948.
Dobra Voda je položena na stráních východní části pohoří Krndija a je obklopena lesy. Pro dopravu slouží cesta, která stoupá východním směrem od železniční zastávky Ljeskovica v obci Nova Ljeskovica, a ze které se za vesnicí Jezero odbočuje do Dobry Vody. Celková vzdálenost je přibližně 7 km.
Vzhledem k obtížnému dopravnímu spojení počet trvale žijících obyvatel ve vesničce stále klesá. Zatímco v roce 1948 zde žilo 101 obyvatel, v roce 2011 již jen 16.